# Potres u Nikaragvi 2000.
Potres u Nikaragvi 2000. bio je potres momentne magnitude 5,4 koji se dogodio 6. srpnja 2000. godine u Nikaragvi. Posljedice potresa su bile sedmero mrtvih i 42 ozljeđene osobe, 357 kuća je uništeno, a oko 1,130 ih je oštećeno.
Minutu ranije prije glavno potresa, javlja se manji (2 Mw). Nakon njega usljeđuje niz potresa, uključujući i onaj magnitude 5,4. Glavni udar je prouzročio brojna oštećenja u epicentralnom području, osobito u blizini sjevernog ruba Laguna de Apoyo.